# Make Me Love You
"Make Me Love You" é uma canção gravada pela cantora sul-coreana Taeyeon. Foi lançada como um single em 5 de abril de 2017, através da SM Entertainment, tornando-se a faixa-título da edição deluxe de My Voice, primeiro álbum de estúdio de Taeyeon, lançado na mesma data da canção. "Make Me Love You" possui letras de  Jo Yun-kyung e é composta por Aaron Benward, Matthew Tishler e Felicia Barton. Musicalmente, é uma canção R&B-pop. Seu lançamento, atingiu o top 4 na tabela sul-coreana Gaon Digital Chart.

## Antecedentes e lançamento
Em 28 de fevereiro de 2017, Taeyeon lançou seu álbum de estreia My Voice, contendo o single "Fine", lançado na mesma data do álbum. Em 5 de abril, uma edição deluxe de My Voice foi lançada, contendo a adição do single "11:11", lançado previamente em 1 de novembro de 2016 e mais quatro faixas inéditas adicionais, dentre elas, "Make Me Love You", que tornou-se um single a ser lançado na mesma data da edição deluxe de My Voice, além de receber um vídeo musical correspondente.   
"Make Me Love You" foi incluída no repertório de Persona, primeira turnê asiática de Taeyeon, com concertos realizados de maio a junho de 2017.

## Desempenho nas paradas musicais
"Make Me Love You" estreou em seu pico de número quatro pela tabela sul-coreana Gaon Digital Chart, na semana referente a 2 a 8 de abril de 2017. Em suas tabelas componentes, pela mesma semana, a canção estreou em seu pico de número três na Gaon Download Chart com vendas de 155,798 downloads digitais pagos e de número doze pela Gaon Streaming Chart com 2,878,471 streams, ascendendo na semana seguinte a seu pico de número oito nesta última tabela. Pela Billboard K-pop Hot 100, "Make Me Love You" estreou em seu pico de número 58 na semana correspondente a 29 de maio a 4 de junho de 2017. Até o primeiro semestre de 2017, a canção adquiriu vendas na Coreia do Sul superiores a 447,673 cópias.
Através da tabela estadunidense Billboard World Digital Songs, "Make Me Love You" posicionou-se em número onze na semana referente a 22 de abril de 2017.
| Parada musical (2017)                          | Melhor posição |
| ---------------------------------------------- | -------------- |
| Coreia do Sul (Gaon Digital Chart)             | 4              |
| Coreia do Sul (Billboard K-pop Hot 100)        | 58             |
| Estados Unidos (Billboard World Digital Songs) | 11             |

| Parada musical (2017)              | Melhor posição |
| ---------------------------------- | -------------- |
| Coreia do Sul (Gaon Digital Chart) | 8              |

## Créditos e pessoal
A elaboração de "Make Me Love You" atribui os seguintes créditos adaptados do encarte do álbum My Voice (deluxe edition)
Produção
- Jung Eun Kyung – gravação, mixagem pela Ingrid Studio
- Tom Coyne – masterização pela Sterling Sound

Pessoal
- Taeyeon – vocais, vocais de apoio
- Jo Yun-kyung – letras em coreano
- Matthew Tishler – composição, arranjo
- Felicia Barton – composição, arranjo, vocais de apoio
- Aaron Benward – composição, arranjo
- G-High – direção vocal, operador de Pro Tools

## Histórico de lançamento
| Região        | Data               | Formato                       | Gravadora   | Ref.   |
| ------------- | ------------------ | ----------------------------- | ----------- | ------ |
| Coreia do Sul | 5 de abril de 2017 | CD download digital streaming | SM KT Music | [ 12 ] |
| Mundo         | 5 de abril de 2017 | Download digital streaming    | SM          | [ 13 ] |